# بوفورت بلافينكورت
بوفورت بلافينكورت (بالفرنسية: Beaufort-Blavincourt)‏ هي بلدية تقع في إقليم باد كاليه من منطقة نور با دو كاليه في شمال فرنسا. تبلغ مساحة هذه المدينة 7.98 (كم²)، وترتفع عن سطح البحر 152 م، يبلغ عدد سكانها 430 نسمة حسب إحصاء المعهد الوطني للإحصاء والدراسات الاقتصادية سنة 2009 م. وترأس Serge Duez البلدية خلال فترة (2008-2014).